# Astrid Thors
Astrid Thors (née le 6 novembre 1957 à Helsinki) est une femme politique finlandaise, membre de la minorité suédophone. Députée du Parti populaire suédois (SFP), elle a été ministre des Affaires européennes.
Après des études de droit et un début de carrière dans la magistrature, Astrid Thors entre en politique au sein du principal parti représentant les suédophones de Finlande. Elle devient vice-présidente en 1992, un poste qu'elle occupera jusqu'en 2000. Aux élections européennes de 1996 tenues après l'entrée de la Finlande dans l'Union européenne, elle est la seule élue du RKP. Elle est réélue en 1999.
Lors des législatives de 2003, elle choisit de revenir sur la scène politique nationale et se présente dans la circonscription d'Uusimaa où elle est largement élue. Elle termine néanmoins son mandat au parlement européen et ne siège donc au parlement finlandais qu'à partir de 2004. En 2007, elle se présente dans la circonscription d'Helsinki où elle est la seule élue du RKP, quelques jours avant d'être choisie par Matti Vanhanen pour entrer au gouvernement en tant que ministre de l'Immigration et des Affaires européennes. Elle conserve son poste au sein du gouvernement Kiviniemi, mais n'est pas reconduite dans le gouvernement Katainen.